# محمد عبدالحسین
محمد عبدالحسین (عربی: محمد عبد الحسين؛ زادهٔ ۱ ژوئیهٔ ۱۹۶۵) یک بازیکن فوتبال اهل عراق است.
از باشگاه‌هایی که در آن بازی کرده‌است می‌توان به الزورا اشاره کرد.